# 56:orna

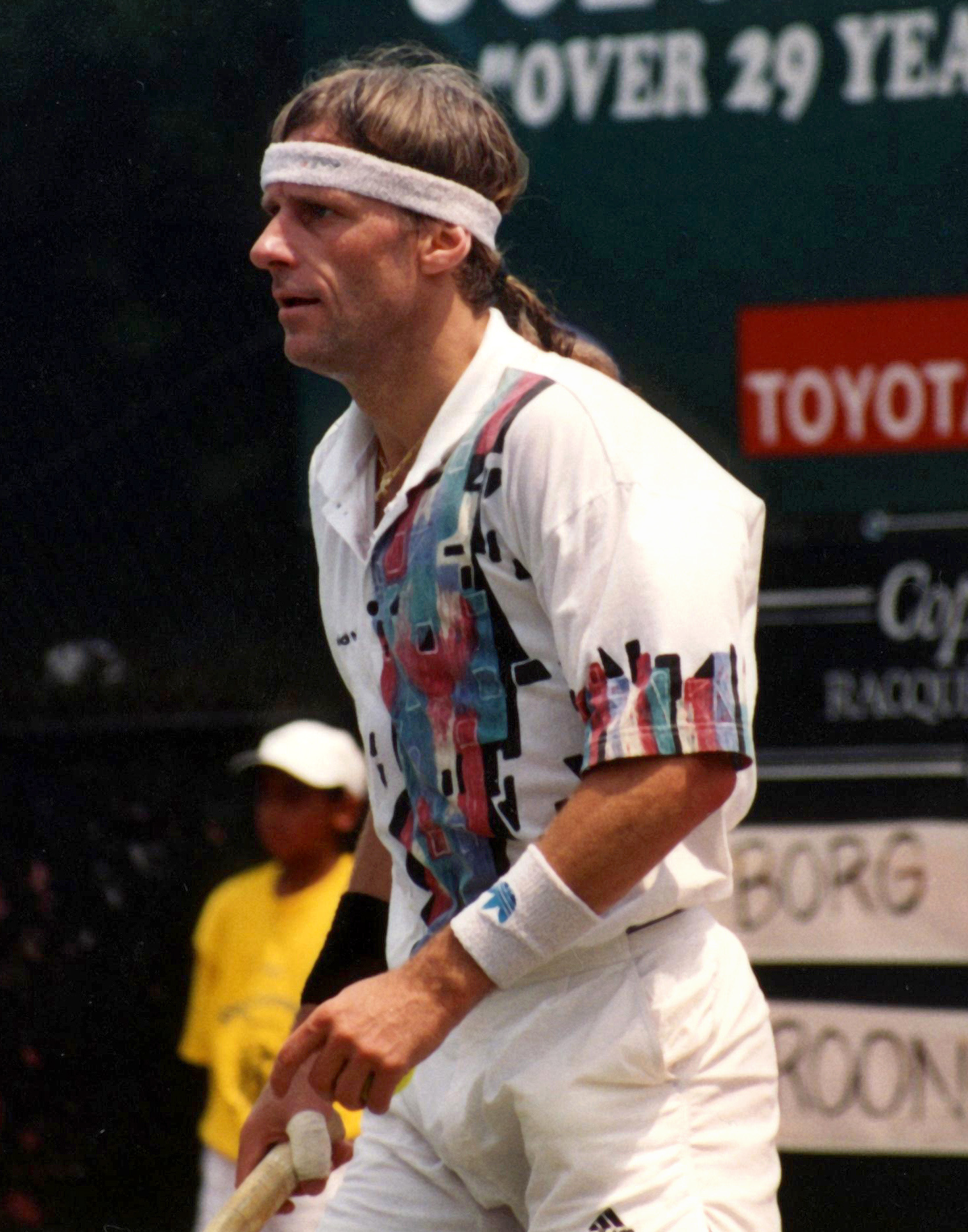
Björn Borg, född 1956.

56:orna är det gemensamma namnet på fem av Sveriges genom tiderna största idrottare: Björn Borg, Ingemar Stenmark, Thomas Wassberg, Linda Haglund, och Frank Andersson. Det gemensamma namnet kommer av att alla fem är födda under första halvan av 1956.
Begreppet 56:orna myntades av idrottsagenten Björn Berggren. Gruppen mottog sammanlagt tio Bragdguld, Victoriastipendium och Jerringpris 1974–1981.

## Medlemmar
- Ingemar Stenmark, född 18 mars 1956, en av tidernas främsta alpina skidåkare med sammanlagt två OS-guld, fem VM-guld och 86 världscupsegrar.
- Thomas Wassberg, född 27 mars 1956, en av Sveriges främste längdskidåkare med fyra OS-guld och sju VM-medaljer varav tre guld.
- Frank Andersson, född 9 maj 1956, en av Sveriges främste brottare genom tiderna med fyra EM-guld, tre VM-guld samt ett OS-brons. Avled efter en hjärtoperation i september 2018.
- Björn Borg, född 6 juni 1956, en av världens främsta tennisspelare genom tiderna med fem raka vinster i Wimbledon och sex (fyra raka) i Franska öppna.
- Linda Haglund, född 15 juni 1956, en av Sveriges främsta sprinters i modern tid med tolv SM-guld, fem EM-medaljer och en fjärdeplats på OS. Avled av cancer i november 2015.

## Andra idrottare födda 1956
Bland andra svenska idrottare som är födda samma år kan man nämna:
- racerföraren Stefan "Lill-Lövis" Johansson
- slalomåkaren Stig Strand
- ishockeyspelarna "Pekka" Lindmark, Lars "Molla" Molin, "Kenta" Nilsson, "Lill-Kenta" Johansson, Håkan Eriksson, Göte Wälitalo, Anders Håkansson, Glenn Johansson, Thomas Gradin och Jörgen Pettersson.
- fotbollsspelarna Peter Dahlqvist, Stig Fredriksson, Janne Svensson och Sören Börjesson
- bandyspelaren Dan Sundell
- bowlingspelaren Mats Karlsson
- ultramaratonlöparen Rune Larsson
- tyngdlyftaren Stefan Jonsson
- tyngdlyftaren Bertil Sollevi
- handbollsspelarna Göran Bengtsson och Ann-Britt Furugård.
- tennisspelaren Helena Anliot
- handbollsspelaren Stefan Henriksson

Även artisten Ted Gärdestad, som i ungdomen också var lovande i tennis, föddes detta år.